# Dik Linthout
Dik Linthout (20 augustus 1943 – Amsterdam, 23 december 2008) was een Nederlandse schrijver en vertaler.

## Biografie
Als afgestudeerd vertaler Engels en Duits was Dik Linthout wetenschappelijk medewerker aan het Instituut Taalonderzoek van de Universiteit van Amsterdam. Vanaf 1977 werd hij leraar Nederlands voor Duitstaligen aan het Goethe-Institut in Amsterdam.
Hij is vooral bekend geworden als verteller en auteur van de boeken 'Onbekende Buren' en 'Frau Antje und Herr Mustermann' waarbij hij onvermoeibaar streed voor een betere verstandhouding tussen Nederlanders en Duitsers.
Daarnaast heeft hij talrijke bijdragen aan tijdschriften en radioprogramma's geleverd.